# Duty
Duty – trzeci album gwiazdy j-popu Ayumi Hamasaki. Sprzedano 2 904 420 kopii płyty. Piosenki z tego albumu znalazły się na singlach: vogue, Far Away, SEASONS, SURREAL i AUDIENCE (wszystkie zostały wydane w 2000 roku).

## Lista utworów
| #  | Tytuł                          | Muzyka                  | Aranżacja                      | Czas |
| -- | ------------------------------ | ----------------------- | ------------------------------ | ---- |
| 1  | „starting over” (instrumental) | Ken Harada              | Ken Harada                     | 1:36 |
| 2  | „Duty"                         | Ken Harada              | Naoto Suzuki, Ken Harada       | 5:15 |
| 3  | „vogue"                        | Kazuhito Kikuchi        | Naoto Suzuki, Kazuhito Kikuchi | 4:27 |
| 4  | „End of the World"             | Yasuhiko Hoshino        | Naoto Suzuki                   | 4:40 |
| 5  | „SCAR"                         | Kunio Tago              | Naoto Suzuki                   | 4:17 |
| 6  | „Far away"                     | Kazuhito Kikuchi, D.A.I | HΛL                            | 5:34 |
| 7  | „SURReal”                      | Kazuhito Kikuchi        | HΛL                            | 4:42 |
| 8  | „AUDIENCE"                     | D.A.I                   | HΛL                            | 4:06 |
| 9  | „SEASONS"                      | D.A.I                   | Naoto Suzuki                   | 4:15 |
| 10 | „teddy bear"                   | D.A.I                   | Shingo Kobayashi               | 4:18 |
| 11 | „Key ~eternal tie ver.~"       | Kunio Tago              | Naoto Suzuki                   | 3:14 |
| 12 | „girlish"                      | Yasuhiko Hoshino        | Shingo Kobayashi               | 4:55 |